# Lars Ivar Elding
Lars Ivar Hugo Elding, född 24 juni 1936 i Karlskrona, är en svensk kemist och tidigare professor i oorganisk kemi vid Chalmers Tekniska högskola 1986–1987 och vid Lunds universitet 1988–2001.
Han disputerade 1970 som elev till Ido Leden och var docent och universitetslektor i fysikalisk kemi vid Lunds universitet 1970–1986. Åren 1979–1986 innehade han en forskartjänst i Oorganiska reaktionsmekanismer vid naturvetenskapliga forskningsrådet NFR. 1982 var han gästforskare i oorganisk kemi vid Tekniska Högskolan ETH i Zurich. Under perioden 2003–2012 var han vetenskaplig koordinator för forskningen rörande bevarandet av regalskeppet Vasa vid Statens Maritima Museer. Han invaldes i Kungl. Fysiografiska Sällskapet 1983 och var dess preses 2001–2002. Han var prefekt för Kemicentrum vid Lunds universitet 1990–1993. Han tilldelades 2013 Vitterhetsakademiens Gustaf Adolfs-medalj för sitt "framgångsrika arbete med att vetenskapligt och finansiellt samordna projekt för bevarandet av Regalskeppet Vasa".
Eldings forskning rör ädelmetallernas kemi och dynamiken för snabba kemiska reaktioner. Han har bland annat kartlagt mekanismer för elektronöverföringsreaktioner och för bildning och dissociation av komplexa metalljoner och han har studerat tryck- och temperaturberoendet för snabba kemiska processer i lösning. Han har studerat reaktionsmekanismer för anticanceraktiva metallkomplex, för metallkatalyserade processer i atmosfärens vattenfas vid bildning av surt regn och för kemiska processer i marinarkeologiskt trä.